# Швеннингер Уайлд Уингз
«Шве́ннингер Уа́йлд Уи́нгз» (нем. Schwenninger Wild Wings) — немецкая хоккейная команда, принявшая участие в первом сезоне немецкой хоккейной лиги и занявшая 11-е место в ней. Позже игравшая в ней внизу таблицы. В 2006 году вылетела из высшей лиги в низшую. С сезона 2013/14 выступает в немецкой лиге.

## Прежние названия
- 1904—1950 — «СЕК Швейген» (нем. SEC Schwenningen)
- 1950—1994 — «Швеннингер ЕРК» (нем. Schwenninger ERC)
- с 1994 — «Швеннингер Уайлд Уингз» (нем. Schwenninger Wild Wings)